# Physiculus dalwigki
Physiculus dalwigki is een straalvinnige vissensoort uit de familie van diepzeekabeljauwen (Moridae). De wetenschappelijke naam van de soort is voor het eerst geldig gepubliceerd in 1858 door Johann Jakob Kaup.

Verspreidingsgebied van Physiculus dalwigki